# أحمس نبت تا
أحمس نبت تا أو إعح مس نب تا أو إعح مس نبتا، ويعني اسمها بالمصرية القديمة "وليدة القمر (إعح)، سيدة الأرض"، كانت أميرة من أواخر الأسرة السابعة عشرة في مصر. وربما كانت ابنة الملك سقنن رع تاعا والملكة أعح حتب الأولى. وكانت أخت الملك أحمس الأول.

## حياتها
كما أسلفنا، من المحتمل أن أحمس نبت تا كانت ابنة الملك سقنن رع تاعا، وربما تزوجت من أخيها الملك أحمس الأول، لكن أختها أحمس نفرتاري كانت هي من حملت لقب الزوجة الملكية العظمى.
وتشمل ألقابها الابنة الملكية والأخت الملكية. وقد ورد ذكرها في نقوش تمثال للأمير أحمس ساباإير في متحف اللوفر (E 15682)، وتوجد ابنتان للملكة أعح حتب الأولى تدعى كلتاهما بنفس الاسم أحمس، ويعتقد أنهما في واقع الحال أحمس نفرتاري وأحمس نبت تا، كما يوجد تمثال جالس محطم لأميرة في متحف اللوفر (رقم 496) يُعرّفها في نقوش نصفه السفلي المتاح لنا على أنها ابنة ملك، وأخت ملك، وابنة الملكة أعح حتب الأولى.
وقد تم تصوير أحمس نب في مقبرة إنحرخعو (TT359) التي يعود تاريخها إلى الأسرة العشرين كأحد "أرباب الغرب"، وهي تظهر في الصف العلوي خلف أحمس تومرسي وأمام ساباإير.

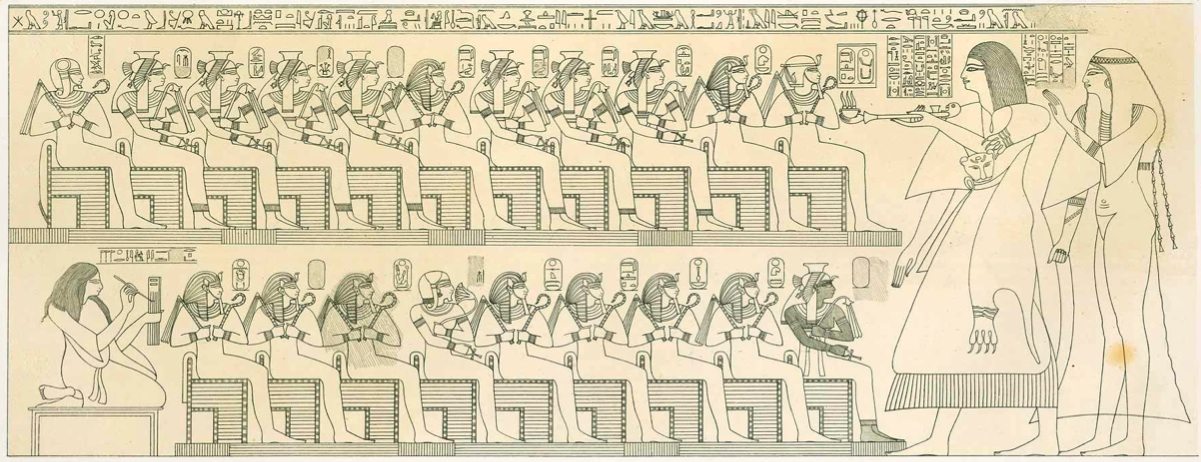
مشهد من مقبرة إنحرخعو من عهد الأسرة العشرين. ويظهر في المشهد فيها أرباب الغرب وهم، في الصف العلوي من اليمين إلى اليسار: أمنحتب الأول، أحمس الأول، أعح حتب الأولى، أحمس مريت آمون، سات آمون، سا آمون (؟)، أحمس حنوت تمحو، أحمس تومرسي، أحمس نبت تا، أحمس ساياإير.
والصف السفلي من اليمين لليسار: أحمس نفرتاري، رعمسسو الأول، منتوحتب الثاني، أمنحتب الثاني، سقنن رع تاعا الثاني، رع مسي (؟)، رعمسسو الرابع، شخص مجهول، تحتمس الأول (وخلفهم بمظهره المميز عنهم كلهم الأمير حوي الذي يعتقد أنه رسام المنظر).